# Entz Géza (művészettörténész, 1913–1993)
Entz Géza (mezőkomáromi), (Budapest, 1913. március 2. – Budapest, 1993. március 2.) magyar művészettörténész. Fia, ifj. Entz Géza (1949) szintén művészettörténész, s Antall József kormányában a Miniszterelnöki Hivatal külföldön élő magyarokkal foglalkozó államtitkára volt.

## Életpályája
Ősei több generáción át jelentős természettudósok voltak. Tanulmányait előbb a budai ciszterci gimnáziumban, majd a Pázmány Péter Tudományegyetemen végezte (1931-1935) történelem-latin-művészettörténet szakon Hekler Antal tanítványaként. 1937-ben doktorált A magyar műgyűjtés történetének vázlata 1850-ig c. disszertációjával.
A Szépművészeti Múzeumban indult pályafutása, ahol gyakornokként a fényképtár és a grafikai gyűjtemény rendezési munkáiban vett részt. 1941-ben a kolozsvári egyetem könyvtárába nevezték ki segédőrnek, ekkortól kezdett erdélyi témákkal foglalkozni.
1945-1950-ig a Bolyai Tudományegyetem Művészettörténet Tanszékének vezetője, docensként. 1950-ben kénytelen volt visszatérni Budapestre, mert egyetemi szerződését nem újították meg. Kilencéves kolozsvári tartózkodása idején hozzálátott az erdélyi műemlékek számbavételéhez s az Erdélyi Múzeum középkori anyagának rendezéséhez. A gyakorlati munka mellett megkülönböztetett figyelmet szentelt a középkori művészet levéltári forrásanyagának, s rövid időn belül az erdélyi román kori és gótikus művészet kitűnő ismerőjévé vált. Erről tanúskodnak a szakfolyóiratokban és önállóan megjelenő dolgozatai, többek közt: Szolnok-Doboka középkori művészeti emlékei (ETF 150. Kolozsvár, 1943): A középkori székely művészet kérdései (ETF 162. Kolozsvár, 1943); Székely templomerődök (Szépművészet, Budapest, 1944); Az erdélyi műtörténetírás kérdéseihez (Kolozsvár, 1945); Kolozsvár környéki kőfaragó műhely a XIII. században (Kolozsvár, 1946); A széki református templom (Kolozsvár, 1947); A Farkas-utcai templom (Kolozsvár, 1948).
Az erdélyi középkori emlékekkel való foglalkozást szülővárosába visszatérve is folytatta, amint azt további tanulmányai és könyvei bizonyítják: Harina román kori temploma (Művészettörténeti Értesítő, Bp. 1954); Művészek és mesterek az erdélyi gótikában (Kelemen-emlékkönyv, Kolozsvár, 1957. 249-64.); A gyulafehérvári székesegyház (Budapest, 1958); Mittelalterliche rumänische Holzkirchen in Siebenbürgen (a George Oprescu-emlékkönyvben, Bukarest, 1961. 159-71.); A kerci cisztercita építőműhely (Művészettörténeti Értesítő, Budapest, 1963, francia fordításban is); Die Baukunst Transsilvaniens im XI-XIII. Jahrhundert (I-II. Bp. 1968).
Budapesten az akkor újjászerveződő műemlékvédelmi szervezetben vállalt munkát, amelynek nemsokára egyik vezéralakjává vált, és az 1957-ben létrejött Országos Műemléki Felügyelőség tudományos osztályának megszervezésével és vezetésével bízták meg. A tudományos kutatómunkához kapcsolódó gyűjtemények kezelésének megoldása, a helyreállításokat megelőző tudományos kutatások koordinálása mellett az ő érdeme a hivatal képző- és iparművészeti restaurátor részlegének kialakítása is. 1966-tól meghatározó szerepe volt a budapesti Képzőművészeti Főiskolán belül működő restaurátorképzés újjászervezésében.

## Munkái (válogatás)

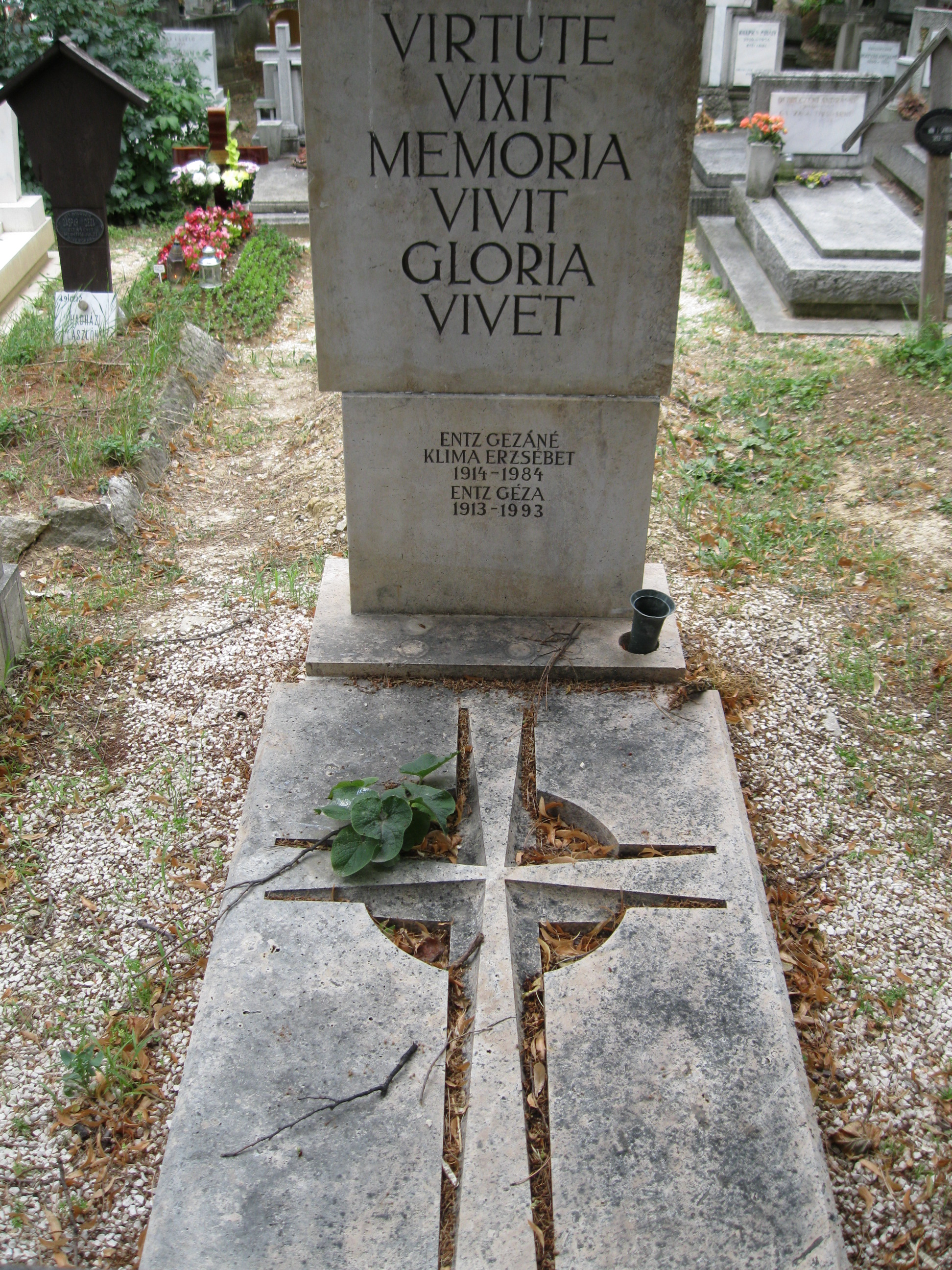
Sírja a Farkasréti temetőben

Legfontosabb kötetei, tanulmányai a gyulafehérvári székesegyházról, a kerci ciszterci építőműhelyről, a budavári Mária-templomról szóló tanulmányai, a magyarországi gótikus építészetről készített összefoglaló kötete, valamint a munkásságát záró, erdélyi középkori építészetről írt kétkötetes munkája.
- A magyar műgyűjtés történetének vázlata 1850-ig; szerzői, Bp., 1937
- Entz Géza–Sebestyén Olga: A Balaton élete; szerzői, Tihany, 1940
- Klimó György pécsi püspök kulturális tevékenysége; Dunántúl Ny., Pécs, 1940
- A csicsókeresztúri római katolikus templom. (Kolozsvár, 1942, Erdélyi Tudományos Füzetek 136.)
- A dési református templom. (Kolozsvár, 1942, Erdélyi Tudományos Füzetek 147.)
- A középkori székely művészet kérdései. (Kolozsvár, 1943, Erdélyi Tudományos Füzetek 158.)
- Szolnok-Doboka középkori művészeti emlékei. (Kolozsvár, 1943, Erdélyi Tudományos Füzetek 166.)
- Entz Géza–Sebestyén József: A széki református templom; Erdélyi Tudományos Intézet, Kolozsvár, 1947
- A Farkas-utcai templom; Kolozsvár-belvárosi Református Egyház, Cluj, 1948
- A gyulafehérvári székesegyház; Akadémiai, Bp., 1958
- Entz Géza–Gerő László: A Balaton-környék műemlékei; Képzőművészeti Alap, Bp., 1958 (Magyar műemlékek)
- Entz Géza–Szalontai Barnabás: Nyírbátor; Képzőművészeti Alap, Bp., 1959 (Műemlékeink)
- A középkori Magyarország művészete; Gondolat–Képzőművészeti Alap, Bp., 1959 (Művészettörténet)
- Entz Géza–Genthon István–Szappanos Jenő: Kecskemét; Műszaki Kiadó, Bp., 1961 (Városképek – műemlékek)
- A gótika művészete; Corvina, Bp., 1973 (németül is)
- A budavári Nagyboldogasszony-templom és a Halászbástya; Corvina, Bp., 1974
- Gótikus építészet Magyarországon; Magyar Helikon–Corvina, Bp., 1974 (németül is)
- Muzeológia, műemlékvédelem, restaurálástörténet (Budapest, 1975)[3]
- Ikonográfia; Képzőművészeti Főiskola, Restaurátor- és Konzervátorképző Intézet, Bp., 1984
- A Mátyás-templom és a Halászbástya; Képzőművészeti, Bp., 1985
- Szabolcs-Szatmár megye műemlékei, 1-2.; szerk. Entz Géza; Akadémiai, Bp., 1986-1987
- Erdély építészete a 11-13. században; az Erdélyi Múzeum-Egyesület kiadása. (Kolozsvár, 1994)
- Erdély építészete a 14-16. században. [... az előszót írta Marosi Ernő] ; [a szöveget gond. Lővei Pál és Nagy Tiborné] ; [az Erdélyi Múzeum-Egyesület kiadása] (Kolozsvár, 1996)

### Néhány cikke
- Entz, G.: A csicsókeresztúri római katolikus templom. (Klny., Erdélyi Múzeum 1942/1. sz.);
- Entz, G.: Un chantier du XIe siècle à Zalavár. A Szépművészeti Múzeum Közleményei, no. 24. (1964);
- Szakál, E. - Entz, G.: La reconstitution du sarcophage du roi Étienne. (Acta Historiae Artium, 1964/10.)

## Díjak, elismerések
- Életművének elismeréseképpen 1983-ban Herder-díjjal tüntették ki.